# Île Nepean
L'île Nepean est une île inhabitée située au sud de l'île Norfolk face à Kingston, dans l'océan Pacifique Sud. Elle constitue une des trois parties du parc national de l'île Norfolk dans le territoire australien de Norfolk.

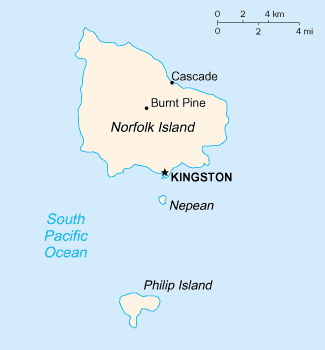